# Ingefær-familien
Ingefær-familien (Zingiberaceae) er udbredt med ca. 50 slægter og omkring 1200 arter i Sydøstasien. Det er sædvanligvis store og duftende stauder, der har en kraftig jordstængel og blade i to rækker. De uregelmæssige blomster bæres på forgrenede skud. Her nævnes kun de slægter, som er repræsenteret ved arter, der har økonomisk betydning i Danmark.
| Slægter |

- Sort kardemomme (Amomum)
- Galanga (Alpinia)
- Ingefær (Zingiber)